# Burg Montrond (Saint-Amand-Montrond)

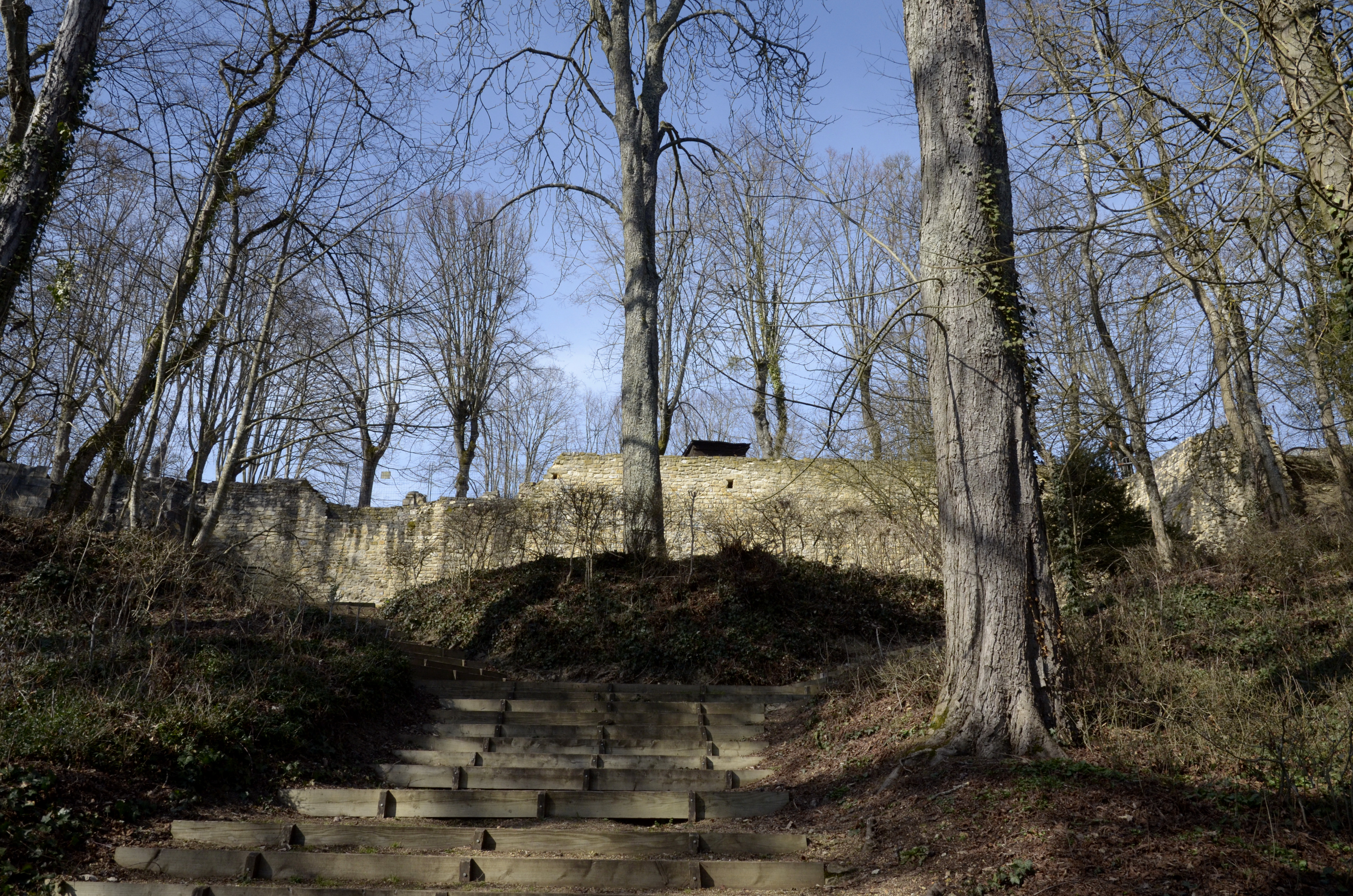
Südseite der Burgruine mit der Zugangstreppe vom Park aus

Die Burg Montrond in der Gemeinde Saint-Amand-Montrond im Département Cher, Region Centre-Val de Loire, war eine Burg des 13. Jahrhunderts, erbaut für Renaud de Montfaucon. Erste Spuren einer Befestigung konnten auf um das Jahr 1225 datiert werden.

## Mittelalter
Ursprünglich eine einfache Höhenburg auf dem Mont Rond (daher der Name), einer kleinen Anhöhe, die die Flüsse Cher und Marmande trennt und um 40 Meter überragt und an deren Fuß sich die Stadt Saint-Amand sous Montrond entwickelte, wurde sie 1361 im Hundertjährigen Krieg von den Engländern eingenommen. Im darauffolgenden Jahrhundert wurde sie von Charles II. d’Albret wieder aufgebaut. Damals bestand die Burg aus zwölf Türmen und einem 40 Meter hohen Donjon mit einem Durchmesser von 16 Metern.

## Das 16. Jahrhundert und die Fronde
Maximilien de Béthune, duc de Sully erwarb die Ruine im Jahr 1606. Er unternahm eine umfassende Renovierung, die sie zur stärksten Festung des Berry machte, indem er unter anderem Gräben in den Felsen selbst aushob. Gleichzeitig wurde der Corps de Logis entsprechend den damaligen Gepflogenheiten komfortabler gestaltet.
1621 verkaufte Sully die Burg und die Herrschaft an Henri II. de Bourbon-Condé, den Vater des „Großen Condé“. Letzterer, der noch präsumtiver Erbe der französischen Krone war, verbrachte seine Jugend in der Burg. Später, zwischen 1636 und 1646, ließ er unter der Leitung von Jean Sarrazin Bauarbeiten durchführen, um die Burg zu einer uneinnehmbaren Festung zu machen. Der Architekt errichtete ein umfangreiches System von Befestigungsanlagen, Redouten, Ravelins und einer Klappbrücke – die Vorläufer dessen, was Sébastien Le Prestre de Vauban später zur Vollendung bringen sollte. Nach Abschluss der Arbeiten verfügte die Burg über ein dreifaches System konzentrischer Bastionen, die noch immer den mittelalterlichen Donjon umgaben.

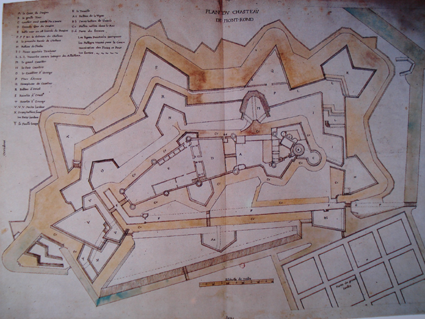
Plan der Festung um 1650

Während der Fronde erlebte die neue Festung ihre Feuertaufe. Im Oktober 1651 traf Marschall Palluau an der Spitze von 4000 Soldaten ein, um die Festung zu besetzen. Montrond leistete Widerstand. Im Juli 1652 begannen die Belagerten unter Hunger zu leiden. Am 1. September 1652, nach elf Monaten Belagerung, zogen die zwanzig Überlebenden, vom Hunger besiegt, in Ehren ab.
Kardinal Mazarin ordnete die sofortige Schleifung der Festung an, die jedoch aufgrund des Mangels an Schießpulver nicht erfolgreich durchgeführt werden konnte: Lediglich der Großteil der Bastionen wurde vermint und die Zugänge zu den unterirdischen Gängen gesprengt. Danach wurde die Burg um 1735 aufgegeben.
Bei der Burg Montrond handelt sich um die letzte französische Festung, die während eines Bürgerkriegs des Ancien Régime belagert wurde.

## Ab dem 18. Jahrhundert
Zwei Generationen später war Mademoiselle de Charolais (1676–1753) die Besitzerin der Burg. Da sie die übermäßigen Kosten für den Unterhalt nicht mehr aufbringen wollte, ordnete sie 1736 ihre Zerstörung an und gab sie als Steinbruch für die Einwohner von Saint-Amand-Montrond frei. Daher findet man in den Straßen von Saint-Amand häufig kunstvoll gearbeitete Steine, die in die heutigen Mauern eingelassen sind; das bemerkenswerteste Relikt ist eine monumentale Kaminumrandung, die in ein Fenster umgewandelt wurde und vor Ort bekannt ist.

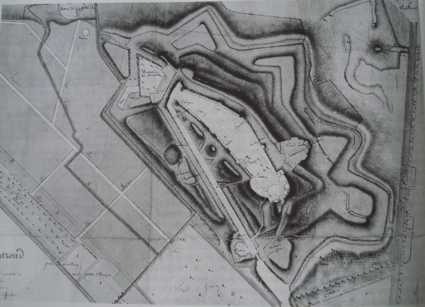
Plan der Festung um 1770

Nach einigen weiteren Eigentumsübertragungen wurde die Burg oder das, was davon übrig geblieben war, während der Revolution als Nationalgut verkauft. Die letzten Überreste wurden 1827 abgetragen und die Ruinen verschwanden 1834 unter einer öffentlichen Promenade.
Seit 1969 werden vor Ort aktiv Ausgrabungen durchgeführt, um letztlich eine Vorstellung davon zu bekommen, wie die Burg auf dem Gipfel des Hügels einst aussah. Zwischen 1977 und 1980 wurde die Basis des Donjons freigelegt, ein zylindrischer Turm mit einem Durchmesser von 16 Metern und einer Mauerwerksdicke von mehr als 4 Metern an der Basis.
Aufgrund der moderneren Bauten am Fuße des Hügels können jedoch viele der komplizierteren Befestigungsanlagen nicht mehr freigelegt werden. 1988 wurde Burg Montrond als Monument historique klassifiziert.